# Enteisenung und Entmanganung

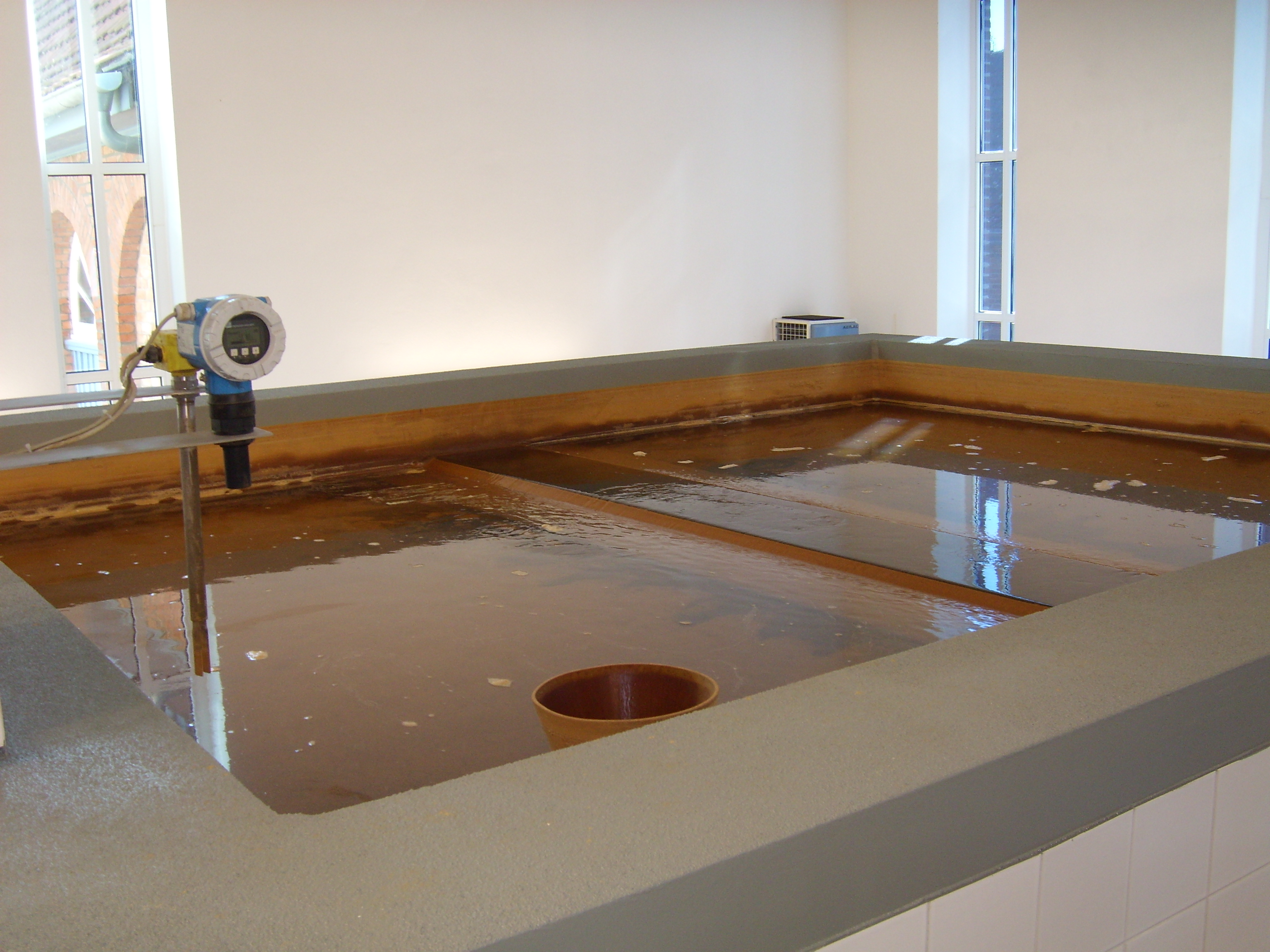
Belüftungsbecken zur Enteisenung und Entmanganung

Enteisenung und Entmanganung wird in der Wasserchemie die Entfernung von 2-wertigen Verbindungen des Eisens und des Mangans aus einem Wasser genannt. Oberflächenwasser enthält in der Regel keine oder nur geringe Mengen dieser Metallverbindungen. Im Grundwasser können dagegen höhere Mengen von Eisen(II)- und Mangan(II)-Verbindungen zu finden sein.
Geringe Gehalte an Eisen(II)- und Mangan(II)-Verbindungen haben keine toxischen Eigenschaften. Da aber diese Eisen- und Manganverbindungen bei Gegenwart von Sauerstoff schwer lösliche rotbraune bis schwarze Oxidhydrate bilden, werden sie vor einer Verwendung aus den Wässern entfernt.
Trinkwasser darf, entsprechend den gesetzlichen Vorschriften, keine oder nur sehr geringe Mengen enthalten. Die Grenzwerte für Trinkwasser betragen laut der internationalen Vorgaben der WHO für Eisen 0,2 mg/l und für Mangan 0,05 mg/l. Für Trinkwasser in Deutschland sind die gesetzlichen Vorgaben der dt. Trinkwasserverordnung, (DIN 2000) zu erfüllen. Diese entsprechen den vorgegebenen Grenzwerten der WHO. Neben Trinkwasser wird auch Brauchwasser vor Verwendung meistens aufbereitet, damit es frei von höheren Gehalten dieser Verbindungen ist.

## Eisen- und Manganverbindungen in Wässern
Grundwasser ist häufig sauerstoffarm und hat etwas reduzierende Eigenschaften. Hierdurch kommt es zu Herauslösung von Eisen und Mangan aus den Erdschichten, soweit diese derartige Metallverbindungen enthalten. Häufig sind Hydrogencarbonate vorhanden und zwar
- Eisen(II)-hydrogencarbonat = Fe(HCO3)2 und
- Mangan(II)-hydrogencarbonat = Mn(HCO3)2

Seltener sind sulfidische (beispielsweise Eisen(II)-hydrogensulfid) und huminsaure Verbindungen im Wasser nachweisbar.
Besonders hohe Mengen dieser Metallverbindungen kann Grubenwasser enthalten. Gehalte an Eisen bis 15 mg/l werden in der Literatur angegeben.
In einer Untersuchung in der DDR von 1971 werden für dortige Rohwässer folgende Häufigkeiten für die Eisen- und Mangangehalten angeführt:
| Metallart | Gehalt in mg/l                                                  | Anzahl der Wässer                                            |
| --------- | --------------------------------------------------------------- | ------------------------------------------------------------ |
| Eisen     | - ≤ 0,4 mg/l - 0,4 bis 1,0 mg/l - 1,0 bis 5,0 mg/l - > 5,0 mg/l | - 62 Rohwässer - 55 Rohwässer - 278 Rohwässer - 99 Rohwässer |
| Mangan    | - ≤ 0,4 mg/l - 0,4 bis 0,8 mg/l - > 0,8 mg/l                    | - 379 Rohwässer - 74 Rohwässer - 41 Rohwässer                |

## Aufbereitungsverfahren
Die meisten Aufbereitungsanlagen für die weitgehende Entfernung der gelösten Eisen- und Manganverbindungen bestehen aus einer Belüftungsvorrichtung und einer Filterstufe. Als Filtermedium wird überwiegend Quarzsand verwendet. Bei höheren Eisengehalten kommen auch Schichtbettfilter mit 2 unterschiedlichen Filtermedien zum Einsatz.
Auch nicht überstaute Kiesfilter, sogenannte „Trockenfilter“ (der Wasserspiegel im Filter wird dabei unterhalb des Filterbodens gehalten), haben sich hier als erste Filterstufe bewährt, besonders bei hohen Fe-Gehalten (ca. 10 bis 25 mg/l). Die Oxidationsluft kann im Gleichstrom und im Gegenstrom zugeführt werden. Nachgeschaltet wird meist eine Entmanganungsstufe.
Die oxidierten Metalloxidhydrate sind schwerlöslich und scheiden sich bevorzugt auf der Oberfläche der Kieskörner ab. Die gebildeten Schichten auf den Körnern verstärken die Oxidation katalytisch. Neue Filter und neue Filterfüllungen benötigen deshalb bis zur optimalen Reinigungswirkung eine Einarbeitungszeit von etwa ein bis zwei Wochen, insbesondere die Entmanganung, bei der es noch länger dauern kann, in der sich eine Oxidhydratschicht auf dem Filtermedium aufbaut.
Folgende Verfahren sind für die Aufbereitung geeignet:
- Aerobe und mikroaerobe Aufbereitung
- Anoxische Aufbereitung
- Aufbereitung mit Ozon

### Aerobe und mikroaerobe Aufbereitung
Durch eine Belüftung wird der Sauerstoffgehalt des Rohwassers gesteigert. Diese Zufuhr an Sauerstoff ermöglicht die Umsetzung der Metalle von der 2-wertigen Oxidationsstufe in die 3-wertige für das Eisen und in die 4-wertige für das Mangan.
Bei der aeroben Aufbereitung wird ein Sauerstoffgehalt von ≥ 4,0 mg/l O2 im Rohwasser eingestellt und bakterielle Reaktionen sind, falls überhaupt, nur geringfügig nachweisbar.
Wird einem Rohwasser jedoch nur wenig Sauerstoff zugesetzt, dann erfolgt die Oxidation weitgehend mit Hilfe von Bakterien. Man spricht dann von einer mikroaeroben Aufbereitung. Höhere Sauerstoffgehalte behindern aber das Bakterienwachstum und sind deshalb vor der Filterstufe nicht zulässig. Allerdings ist dann nach der Filterstufe eine weitere Belüftungsstufe erforderlich. In dieser wird der Sauerstoffgehalt soweit angehoben, dass eine Kalkrostschutzschicht in Rohrleitungen aus Eisen gebildet werden kann. Falls zusätzlich eine Einstellung des Kalk-Kohlensäure-Gleichgewichtes notwendig ist, erfolgt diese bei der mikroaeroben Aufbereitung ebenfalls erst nach der Filterstufe.
Die Reaktionsgleichungen für Eisen und Mangan lauten:
{\displaystyle \mathrm {2\ Fe(HCO_{3})_{2}+{\tfrac {1}{2}}\ O_{2}+\ H_{2}O\longrightarrow } }{\displaystyle \mathrm {{2\ FeO(OH)\cdot H_{2}O\downarrow }+\ 4\ CO_{2}} }
Eisen(II)-hydrogencarbonat reagiert mit Sauerstoff und Wasser zu ungelöstem Eisen(III)-oxidhydrat und Kohlenstoffdioxid
Hinweis: für Eisen(III)-oxidhydrate sind unterschiedliche Formeln möglich, häufig wird auch als Formel: Fe2O3·xH2O angegeben
{\displaystyle \mathrm {Mn(HCO_{3})_{2}+{\tfrac {1}{2}}\ O_{2}\longrightarrow } }{\displaystyle \mathrm {{\ MnO_{2}\cdot H_{2}O\downarrow }+2\ CO_{2}} }
Mangan(II)-hydrogencarbonat reagiert mit Sauerstoff zu ungelöstem Mangan(IV)-oxidhydrat und Kohlenstoffdioxid
Die Oxidation der Metalle wird sowohl durch katalytische Reaktion an der Oberfläche der Fällungsprodukte wie auch durch bakterielle indizierte Reaktionen beschleunigt. Je nachdem, welches Verfahren angewendet wird, überwiegt entweder die katalytische oder die bakterielle Reaktion. Besonders bei Eisen wurde der Einfluss von Bakterien nachgewiesen. Rasterelektronenmikroskopische Untersuchungen zeigten, dass der Oxidhydratschlamm in einem Versuchsfilter überwiegend aus bandförmigen Abscheidungen der Bakterienart Gallionella feruginea bestand. Dieses Bakterium deckt seine benötigte Stoffwechselenergie aus der Eisenoxidation.
Neben Eisen wurde auch bei Mangan eine bakterielle Verstärkung der Oxidation beobachtet. Als Bakterien wurden Hyphomicrobium und Pedomicrobium identifiziert.
Im Gegensatz zur Enteisenung, die überwiegend unproblematisch verläuft, sofern das Eisen nicht an Huminsäuren gebunden ist, kann eine weitgehende Entmanganung schwieriger sein. Dies ist vor allem dann der Fall, wenn gleichzeitig der Gehalt an Eisenverbindungen gering und der pH-Wert des aufzubereitenden Wassers bei über 7,8 liegt. Bei diesen höheren pH-Werten als 7,8 muss in den meisten Fällen die Entmanganung (Bildung von MnO2) durch Dosierung eines starken Oxidationsmittels, beispielsweise durch Kaliumpermanganat, unterstützt werden.
Zur Verkürzung der Einarbeitungszeit neuer Filter, die überwiegend nur das Wasser entmanganen sollen, ist es vorteilhaft, eine schwache Permanganatlösung auf die Filtermasse einwirken zu lassen. Hierbei wird ein dünner Braunsteinfilm auf der Oberfläche der Filterkörner abgeschieden, der die Oxidation des 2-wertigen Mangan katalytisch beschleunigt. Man kann auch zusätzlich sogenannten „eingearbeiteten“ Kies aus einem schon länger in Betrieb befindlichen Filter aufbringen, was die Einarbeitungszeit mit verkürzt.

### Anoxische Aufbereitung
Bei Sauerstoffmangel kann auch Nitrat als Elektronenakzeptor und damit als Oxidationsmittel mit den Metallen der Oxidationsstufe 2 reagieren. In einer Versuchsanlage konnte eine weitgehende Entfernung der Metallgehalte nachgewiesen werden. Hierbei wird das Nitrat bis zum Stickstoff abgebaut, wobei Nitrit nicht nachweisbar war. Allerdings handelt es sich bei dieser Nitratoxidation um eine Methode, die in der Technik als Alleinverfahren wegen ihrer Störanfälligkeit und den längeren Reaktionszeiten nicht wirtschaftlich ist und kaum angewendet wird.
Nachfolgend die Reaktionsgleichung für die Nitratoxidation:
{\displaystyle \mathrm {5\ Fe(HCO_{3})_{2}+NaNO_{3}+3\ H_{2}O\longrightarrow } }{\displaystyle \mathrm {{5\ FeO(OH)\cdot H_{2}O\downarrow }+\ 10\ CO_{2}+NaOH+0,5\ N_{2}} }
Eisen(II)-hydrogencarbonat reagiert mit Natriumnitrat und Wasser zu ungelöstem Eisen(III)-oxidhydrat, Kohlenstoffdioxid, Natriumhydroxid und Stickstoff

### Aufbereitung mit Ozon
Besonders oberflächennahe Grundwässer können zusätzlich erhöhte Mengen organischer Verunreinigungen enthalten. Mit einer normalen Belüftung, Flockung und Filterung können diese org. Verbindungen, auch im Hinblick auf Geruch und Geschmack des Reinwassers, häufig nicht weitgehend entfernt werden. Derartige Rohwässer, beispielsweise Uferfiltrate, werden mit stärkeren Oxidationsmitteln und Adsorbern als Filtermittel aufbereitet. Wenn zur Reinigung Ozon als Oxidationsmittel eingesetzt wird, kommt eine modifizierte Technik für die Abscheidung von Eisen und Mangan zur Anwendung.
Mit Ozon reagiert das 2-wertige Eisen unverändert wie bei Einsatz von Sauerstoff zu Eisen(III)-oxidhydrat. Dagegen wird das Mangan bis zur 7-wertigen Stufe oxidiert. Nachfolgend die Reaktionsgleichung:
{\displaystyle \mathrm {2\ Mn(HCO_{3})_{2}+\ 5\ O_{3}+\ 2\ NaHCO_{3}\longrightarrow } }{\displaystyle \mathrm {2\ NaMnO_{4}\ +6\ CO_{2}+\ 5\ O_{2}+\ 3\ H_{2}O} }
Mangan(II)-hydrogencarbonat + Natriumhydrogencarbonat reagiert mit Ozon zu Natriumpermanganat, Kohlenstoffdioxid, Sauerstoff und Wasser
Da die Permanganate leicht löslich sind, wird in einer ersten Filterstufe häufig nur das ausgefällte Eisen abgeschieden. Das Mangan liegt im Reinwasser nach der Filterstufe noch gelöst vor. Die Reduktion zu Braunstein erfolgt in einer nachgeschalteten zweiten Filterstufe mit Aktivkohle als Reduktionsmittel, Adsorber und Filtermedium. Theoretisch könnte auch nur mit einer Filterung über Aktivkohle oder einem Schichtbettfilter
mit Aktivkohle und Kies Eisen und Mangan zusammen abfiltriert werden. Bei höheren Eisengehalten würde jedoch die Aktivkohleschicht sehr schnell verschlammen. Hierdurch würden die Zyklen zwischen 2 Rückspülungen zu kurz. Deshalb erfolgt meistens die Abscheidung aus wirtschaftlichen Gründen in 2 getrennten Filterstufen.
Als Düsseldorfer Verfahren wird in der Wassertechnik ein Verfahren bezeichnet (Näheres unter), das für die Reinigung von Rheinuferfiltrat entwickelt wurde. Da das aufzubereitende Rohwasser nur geringe Eisen- und Manganverbindungen enthält, erfolgt bei diesem Verfahren die Filterung über 2 getrennte Aktivkohleschichten.